# 아오모리 아케노호시 단기대학

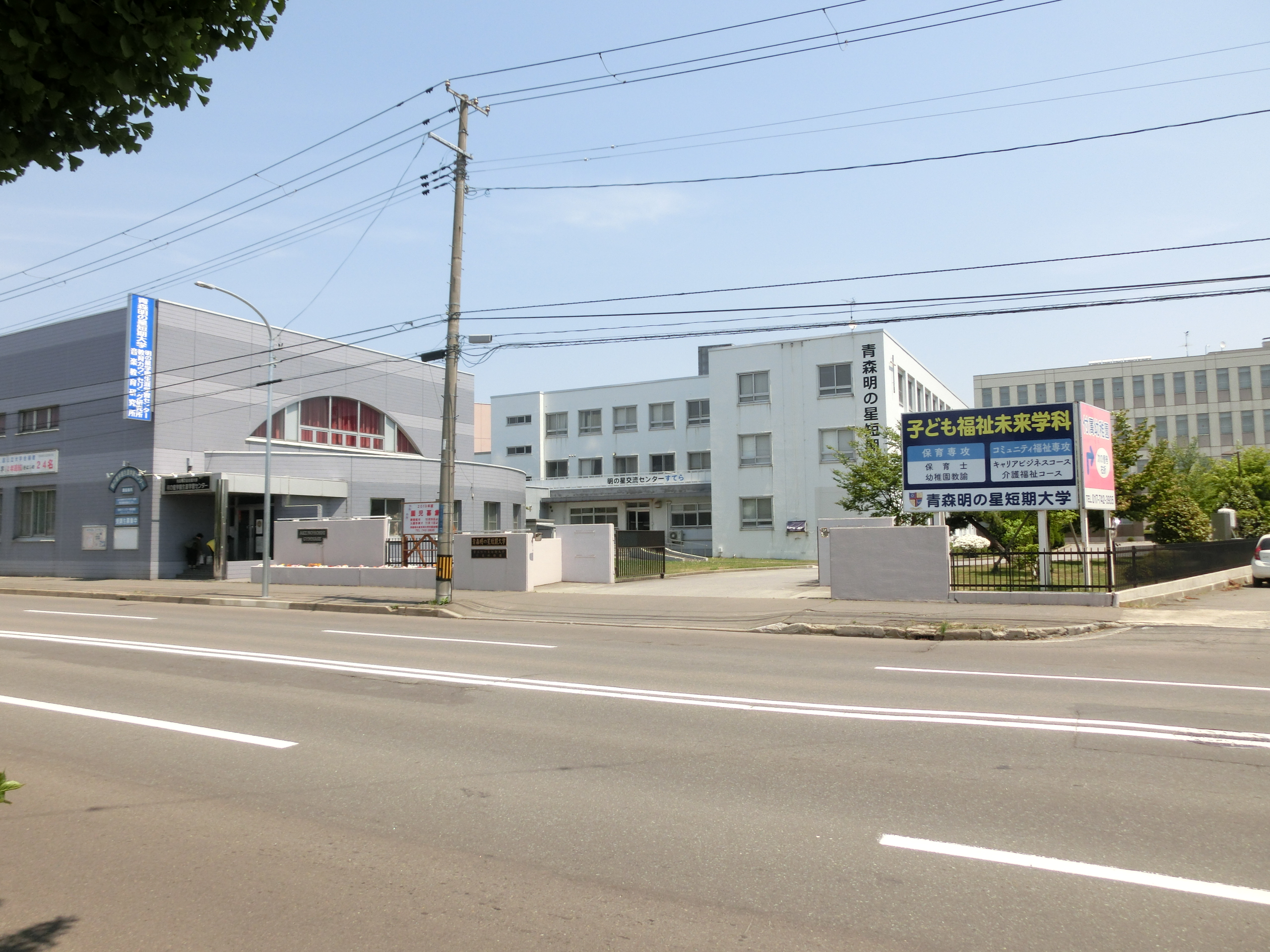

아오모리 아케노호시 단기대학 (青森明の星短期大学, Aomori Akenohoshi Tanki Daigaku)은 일본 아오모리현 아오모리시에 있는 2년제 사립 여자 전문대학이다. 이 대학은 1963년에 설립되었으며, 1937년에 설립된 미술 학교에서 유래했다. 이 학교는 로마 가톨릭교회와 제휴되어 있으며, 캐나다 성모승천수녀회 회원들에 의해 설립되었다.
저명한 학생으로는 올림픽 컬링 선수인 모토하시 마리가 있다.